# Elecciones estatales de Sabah de 1986
Las elecciones estatales de Sabah de 1986 tuvieron lugar entre el 4 y el 5 de mayo del mencionado año con el objetivo de renovar los 48 escaños de la Asamblea Legislativa Estatal, que a su vez investiría a un Ministro Principal para el período 1986-1991. Se realizaron en desfase con las elecciones federales de agosto ese mismo año, y esta fue la última vez que esto ocurrió, pues a partir de 1990 se realizarían al mismo tiempo. Los comicios se realizaron poco más de un año después que los anteriores debido a los disturbios en el estado, supuestamente provocados por el Barisan Nasional (coalición gobernante en Malasia) para desestabilizar al oficialismo estatal, encabezado por el Partido Unido de Sabah (PBS) y su líder, Joseph Pairin Kitingan, que acordó disolver el legislativo anticipadamente para estabilizar el estado.
En una atmósfera cargada de violencia, y a pesar de los intentos del BN de arrebatarle el gobierno, Pairin se vio ratificado arrolladoramente en el cargo con un 53.16% de los votos y una mayoría calificada de dos tercios con 34 de los 48 escaños. En segundo lugar quedó la Organización Nacional Unida de Sabah (USNO), de Mustapha Harun, con un 20.05% y 12 escaños. El Frente Unido del Pueblo de Sabah (BERJAYA), representante del oficialismo federal en el estado, se vio reducido a solo un escaño y recibió el 17.32% de los votos.
La abultada victoria llevó al gobierno de Mahathir Mohamad a aceptar negociar con Pairin, y el PBS se unió al Barisan Nasional. Sin embargo, esta unión no duró mucho tiempo, y ya lo había abandonado para las siguientes elecciones.

## Resultados
|  | 53.16 % |

|  | 70.83 % |

|  | 20.05 % |

|  | 25.00 % |

|  | 17.32 % |

|  | 2.08 % |

|  | 2.43 % |

|  | 2.08 % |

|  | 1.35 % |

|  | 0.00 % |

|  | 0.52 % |

|  | 0.00 % |

|  | 4.21 % |

|  | 0.00 % |

|  | 98.97 % |

|  | 1.03 % |

|  | 100.00 % |

|  | 73.87 % |